# برکنتین
برکنتین (به آلمانی: Berkenthin) یک شهر در آلمان است که در هرتسوگتوم لاونبورگ واقع شده‌است. برکنتین ۲٬۰۷۶ نفر جمعیت دارد.